# كوزجارتن
يوهان جوتفريد كوزجارتن (بالألمانية: Gottfried Kosegarten)‏ (1207 - 1277 هــ / 1792 - 1860 م) هو مستشرق ألماني.
درس اللاهوت والفلسفة في ألمانيا، ثم سافر إلى باريس حيث تتلمذ لشيخ المستشرقين في عصره دي ساسي، وتعلم اللغات العربية والفارسية والتركية. تولى التدريس بجامعة فينا، وكان صديقاً للشاعر الألماني جوته، فأطلعه على كثير من آداب الشرق. من آثاره نشر «معلقة عمرو بن كلثوم» مع ترجمة لاتينية وأخرى ألمانية. نشر الجزء الأول من «ديوان الهذليين»، ونحواً للغة العربية، ومختارات من الأدب العربي.

## آثاره
- «ثلاثة قصائد شرقية، منشورة عن مخطوطات في باريس، مع ترجمة لاتينية وتعليقات 1815».
- «قطع من الملحمة الفارسية: برسونامه». النص مع ترجمة ألمانية. نشرت في «كنوز الشرق» جـ 3، ڤيينا، 1816.
- «رحلة محمد بن بطوطة (الرحالة) العربي الطنجي». يينا، 1818.
- «معلقة عمرو بن كلثوم التغلبي، بشرح الزوزني، بحسب مخطوطات باريس، 1819.
- «نالا، قصيدة هندية، مترجمة عن السنسكريتية». يينا، 1820.
- «كتاب تاج الشرائع» أو بعض قطع من تفسير قرائي للتوراة تأليف أهارون بن إلياهو. يينا، 1824.
- «الحروف المصرية القديمة، أو الحروف الديموتيقية». فيمار، 1828.
- «مختارات عربية، منشورة عن مخطوطات باريس وجوتا وبرلين، مع معجم وتعليقات». ليپتسك، 1828.
- «تاريخ الطبري»، تحقيق للنص العربي مع ترجمة لاتينية. جريفسفلد، جـ 1 1831؛ جـ 2، 1838؛ جـ 4، 1853.
- «كتاب الأغاني الكبير لعلي الأصفهاني: تحقيق النص العربي مع ترجمة لاتينية وتعليقات». الجزء الأول، جريفسڤلد، 1840.
- «نيتشنترا، أو الأجزاء الخمسون في الأخلاق» ـ نشرة للأصل السنسكريتي. بون، 1848.
- «نحو اللغة العربية» (باللاتينية)، الجزء الأول في الأفعال. (ليپتسك، 1838.
- «أشعار الهُذليين» تحقيق النص العربي. المجلد الأول، لندن، 1834.